# 異形波魚
異形波魚又名黑斑三角波魚（学名：Trigonostigma heteromorpha），俗稱三角燈、正三角燈，還有不同表現例如：血紅三角燈以及變種為藍三角燈、白三角燈(白化種)，完全成熟體長可達4～4.5公分，最大可達5公分，為輻鰭魚綱鯉形目鿕科的其中一個種。

## 分布
本魚主要分布於亞洲馬來半島馬來西亞、新加坡、印尼蘇門答臘、婆羅洲的泥炭沼澤及溪流。至於分佈在泰國南部的種群已被確認是2020年已描述的截形三角波魚(Trigonostigma truncata）的分布因而取而代之。

## 特徵
本魚身體近似菱形，從頭部到尾柄的基色是橙粉色，具體的色調取決於水質條件和魚的原始種群等因素，胸鰭位於鰓蓋或鰓蓋的後面，而腹鰭則位於身體腹側部分較遠的位置，最明顯的特徵在於其側面上有一塊藍黑色三角形斑紋。此三角形向後至尾柄逐漸變成一條線。背部的顏色是橄欖綠，向下漸褪為銀白色。成年雄魚三角形前邊更直，底角更尖；雌魚身體則相當豐腴。眼大，背鰭、臀鰭、尾鰭和腹鰭均呈紅色，尾鰭分叉，體長可達5公分。本種與截形三角波魚（Trigonostigma truncata）的差異在於臀鰭基本上是無顏色透明的，身形比較偏向駝背，藍黑色三角形斑紋上相接一條黑線軸向後延伸至尾炳上，有些個體上的藍黑色三角形斑紋周邊會全部呈現強烈的橙紅色，包括頭頂到背部上方的背線也都會呈現橙紅色的。

## 生態
本魚棲息於森林溪流，成群游動，屬肉食性，以蠕蟲、甲殼動物與昆蟲為食。繁殖期時，雄魚用跳舞的方式求愛後，雌魚會在一寬闊的葉片表面產卵並授精。

## 經濟利用
為具高經濟價值的觀賞魚類，是一種適應性強的魚類，飼養時，水族箱的水的pH值範圍為6.0至7.8，硬度範圍為0至15°dH，水溫在 21至28 °C，性情溫和，可以與其他類似大小且性情溫和的觀賞魚一起飼養在一個群落水族箱。